# Redlands (Kalifornia)
Redlands város az USA Kalifornia államában, San Bernardino megyében. Lakosainak száma 73 168 fő (2020. április 1.).

## Népesség
A település népességének változása:
| Lakosok száma | 43 619 | 60 394 | 63 591 | 68 747 | 73 168 |
|               | 1980   | 1990   | 2000   | 2010   | 2020   |